# Sankt-Lorenz-Rotzahnspitzmaus
Die Sankt-Lorenz-Rotzahnspitzmaus (Sorex jacksoni) ist eine Art aus der Gattung der Rotzahnspitzmäuse. Sie kommt endemisch auf der zum US-Bundesstaat Alaska gehörende Sankt-Lorenz-Insel in der Bering-See vor.

## Merkmale
Die Körperlänge der Sankt-Lorenz-Rotzahnspitzmaus beträgt inklusive Schwanz 94 bis 107 Millimeter. Ihr Gewicht liegt zwischen vier und fünf Gramm. 

## Verbreitung

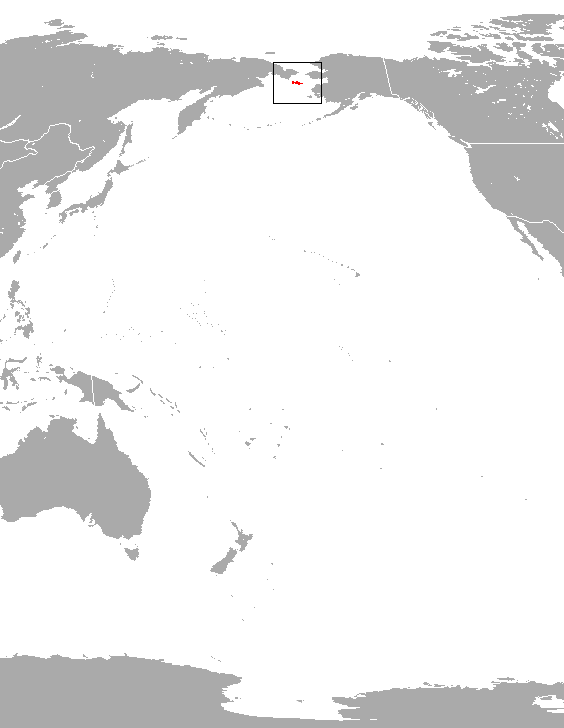
Verbreitungsgebiet der Sankt-Lorenz-Rotzahnspitzmaus

Ihr Vorkommen ist auf die zum US-Bundesstaat Alaska gehörende Sankt-Lorenz-Insel in der Bering-See begrenzt, sie ist entsprechend endemisch auf dieser Insel und kommt als einzige Spitzmausart dort vor. Wegen ihres nördlichen Lebensraumes ist sie einer der wenigen Insektenfresser, die zur Fauna der Arktis zählen.

## Lebensweise
Die Lebensräume der Art umfassen Mooren und feuchte Tundra-Gebiete, Holzeinschlaggebiete und andere offene Strukturen der Insel. In einigen Teilen sind sie nur in den Einschlägen oder in Geröllen anzutreffen. Zudem findet sie sich in Ortschaften, in denen Wühlmäuse und Insekten als Nahrungsquelle zahlreich sind. Im Winter dringen die Tiere auch in Lagerräume ein, in denen getrocknetes oder gefrorenes Fleisch gelagert wird.

## Systematik
Die Sankt-Lorenz-Rotzahnspitzmaus wird als eigenständige Art innerhalb der Rotzahnspitzmäuse (Gattung Sorex) und dort in die Untergattung Otisorex eingeordnet. Die wissenschaftliche Erstbeschreibung stammt von Eugene Raymond Hall & Raymond Maurice Gilmore aus dem Jahr 1932. Sie wurde zeitweise gemeinsam mit anderen arktischen Formen als Unterart der Tundra-Rotzahnspitzmaus (Sorex tundrensis) und später der Amerikanischen Masken-Rotzahnspitzmaus (Sorex cinereus) betrachtet. Zeitweise wurden Sorex leucogaster, Sorex portenkoi und Sorex ugyunak als Unterarten der Sankt-Lorenz-Rotzahnspitzmaus eingeordnet, sie gelten heute jedoch alle als eigene Arten. Heute gilt sie als Art innerhalb der cinereus-Gruppe und wird damit als nahe verwandt mit der Amerikanischen Masken-Rotzahnspitzmaus, jedoch nicht als Schwesterart, betrachtet.
Auf der Basis molekularbiologischer Untersuchungen konnte eine enge Verwandtschaft der Arten des Beringmeeres festgestellt werden, die als Gruppe neben der Sankt-Lorenz-Rotzahnspitzmaus Sorex camtschatica, Sorex portenkoi, Sorex pribilofensis und Sorex ugyunak enthält. Als Schwestergruppe wurden Sorex haydeni und die Amerikanische Masken-Rotzahnspitzmaus identifiziert.
Innerhalb der Art werden neben der Nominatform keine weiteren Unterarten unterschieden.

## Bedrohung und Schutz
Die Art wird von der International Union for Conservation of Nature and Natural Resources (IUCN) trotz ihres begrenzten Verbreitungsgebietes als nicht gefährdet („least concern“) eingestuft, da keine Bedrohungen bekannt sind und ein Rückgang der Bestände nicht zu befürchten ist.

## Belege
1. 1 2 3 4  Sorex jacksoni in der Roten Liste gefährdeter Arten der IUCN 2012.2. Eingestellt von: N. Woodman, F. Reid, J. Matson, 1996. Abgerufen am 24. Juni 2013.
2. ↑  Richard Sale: A Complete Guide to Arctic Wildlife. Christopher Helm, London 2006, ISBN 0-7136-7039-8.
3. 1 2 3  Sorex (Otisorex) jacksoni (Memento des Originals vom 10. November 2013 im Internet Archive)  Info: Der Archivlink wurde automatisch eingesetzt und noch nicht geprüft. Bitte prüfe Original- und Archivlink gemäß Anleitung und entferne dann diesen Hinweis.. In: Don E. Wilson, DeeAnn M. Reeder (Hrsg.): Mammal Species of the World. A taxonomic and geographic Reference. 2 Bände. 3. Auflage. Johns Hopkins University Press, Baltimore MD 2005, ISBN 0-8018-8221-4.
4. ↑  John R. Demboski, Joseph A. Cook: Phylogenetic diversification within the Sorex cinereus group (Soricidae). In: Journal of Mammalogy. Bd. 84, S. 144–158, doi:10.1644/1545-1542(2003)084<0144:PDWTSC>2.0.CO;2.